# Château de Bach
Le château de Bach est un château construit sur la commune de Naves, dans le département de la Corrèze, en France.

## Historique
Le portail d'entrée datant du XVIIIe siècle provient de l'ancien Collège jésuite de Tulle. On trouve également dans le parc des vestiges d'un cloître gothique datant du XIVe siècle.
Gustave Clément-Simon puis son fils l'ambassadeur Louis Frédéric Clément-Simon (de) en furent propriétaire.
Il est inscrit au titre des monuments historiques depuis le 4 octobre 1993.